# Município de Wilmington (condado de New Hanover, Carolina do Norte)
O município de Wilmington (em inglês: Wilmington Township) é um localização localizado no  condado de New Hanover no estado estadounidense da Carolina do Norte. No ano 2010 tinha uma população de 106.476 habitantes.

## Geografia
O município de Wilmington encontra-se localizado nas coordenadas 34° 13′ 01,5″ N, 77° 53′ 42,87″ O.